# Klasztor Lüne
Klasztor Lüne jest niegdysiejszym żeńskim klasztorem benedyktyńskim, a dziś żeńską ewangelicką kolegiatą w Lüneburgu. Jest jednym z wielu klasztorów administrowanych przez Izbę Klasztorną w Hanowerze (niem. Klosterkammer Hannover).

## Historia

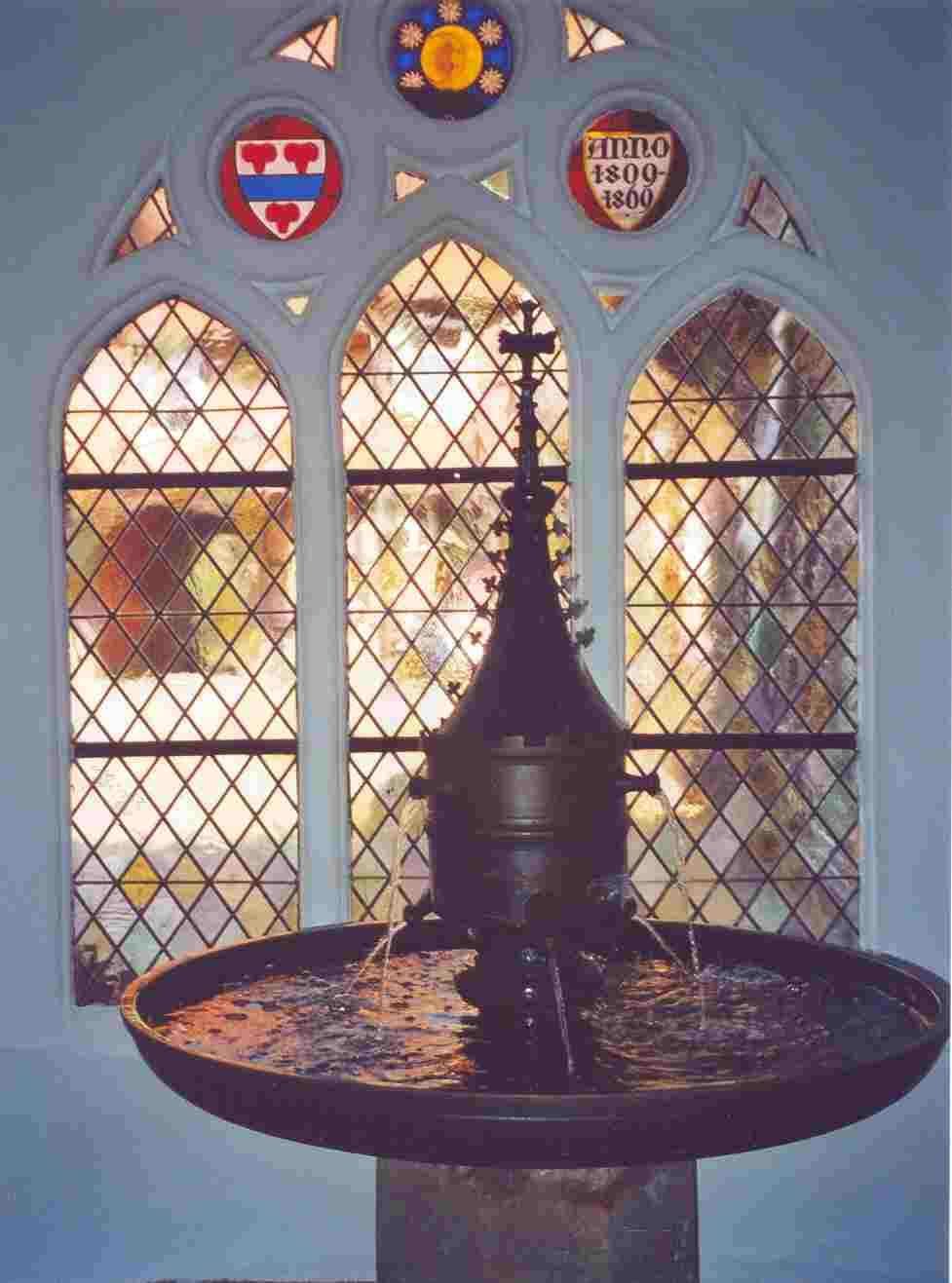
Studnia w hali wejściowej

Klasztor został ufundowany w 1172 przez Hildeswidis von Markboldestorp. Dokument założycielski został wystawiony przez Hugona von Verden biskupa z Verden. Z tego dokumentu nie wynikało jednak, jaką regułę przyjął ten klasztor. Dopiero w jednym z dokumentów z 1272 wymieniony jest na liście klasztorów benedyktynek, a udokumentowanie pełnego przyjęcia reguły benedyktyńskiej nastąpiło dopiero w połowie XIV wieku. 
Klasztor był kierowany przez ksieni. Administracja dóbr i duchowe kierownictwo przekazane było wybranemu przez zakonnice proboszczowi. 
Klasztor należał do Bursfelder Kongregation (pol. Kongregacji Bursfeldzkiej). 
W czasach reformacji próbowano podporządkować klasztor nowym regułom. Jednak opór benedyktynek doprowadził w efekcie do zachowania dużej odrębności i samodzielności. Dopiero ostatecznie w 1711 na polecenie Jerzego I klasztor został przekształcony w ewangelicką kolegiatę. 
Obecnie znajduje się pod kierownictwem ksieni Reinhild von der Goltz. 

## Architektura
Klasztor uległ pożarowi w 1380 i został później odbudowany w stylu gotyku ceglanego. Dobrze są zachowane: krużganek, jednonawowy kościół z 1412 i refektarz. Duże wrażenie robi podwórze ze studnią.

## Sztuka

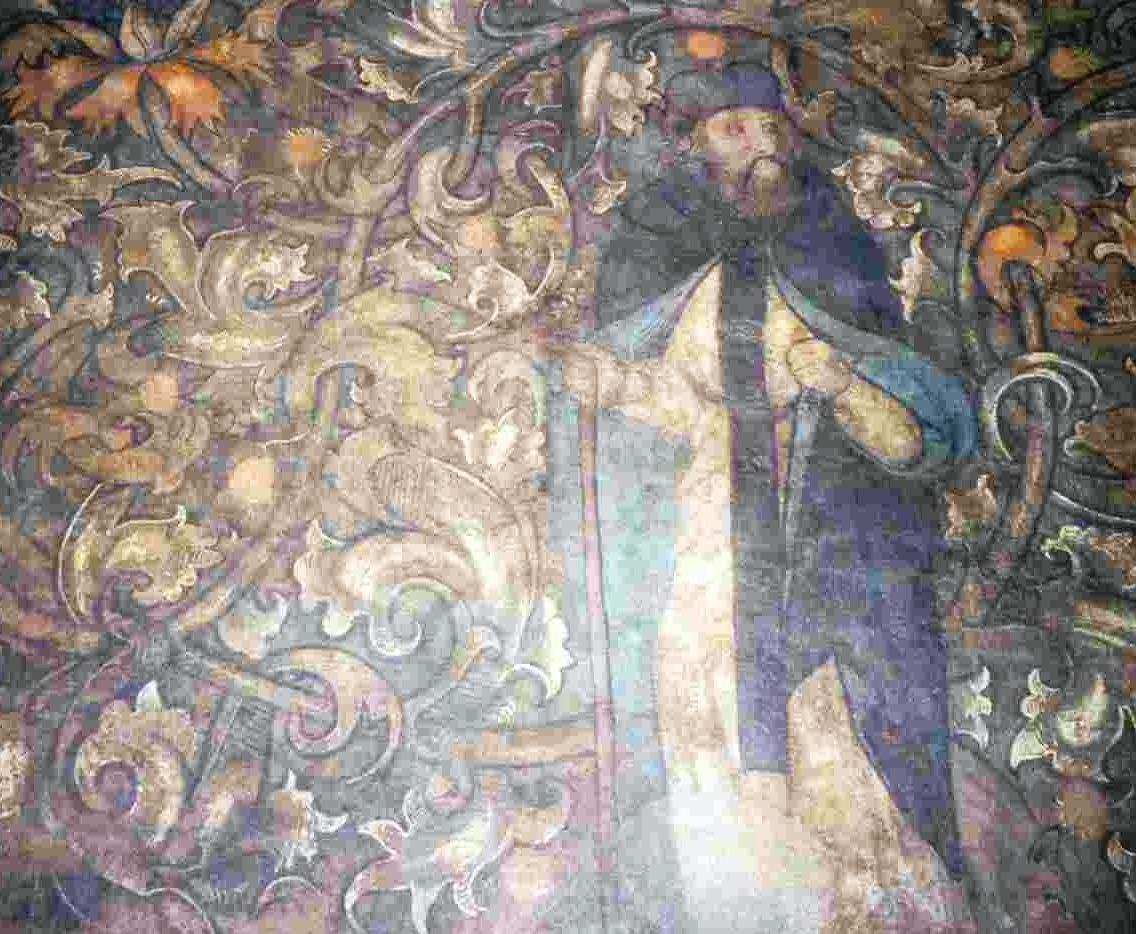
Freski na wschodniej ścianie refektarza z 1500

Lüne jest słynne ze zgromadzonych tu różnego rodzaju ozdobnych tkanin. Najstarsze pochodzą z ok. 1250. W 1995 utworzono muzeum tekstyliów na terenie klasztoru. 
W kościele znajduje się ołtarz dłuta Lucasa Cranacha Starszego. 
Warte odnotowania są również malowidła ścienne w refektarzu pochodzące z ok. 1500.